# 2008-as GP2 monacói nagydíj
A monacói nagydíj volt a 2008-as GP2-szezon harmadik versenye. A versenyt Monte Carlóban rendezték május 23-án és 24-én.
A főversenyen Bruno Senna győzött Pastor Maldonado és Karun Chandhok előtt, míg a sprintversenyen Mike Conway végzett az első helyen, megelőzve Ho-Pin Tungot és Álvaro Parentét.